# Pentax Spotmatic
Con Pentax Spotmatic ci si riferisce ad una serie di SLR analogiche prodotte da Asahi Optical Co. Ltd, Successivamente nota come Pentax Corporation, fra il 1964 e il 1976.

## Descrizione tecnica
Tutte le Pentax Spotmatic utilizzano il sistema a vite M42 con innesto a vite 42x1 (cioè innesto a vite 42 mm con passo 1 mm), noto come P-Mount o Pentax mount, il quale fu sviluppato nel formato M39 con innesto a vite 39x1 appena prima della seconda guerra mondiale in Germania da Zeiss e Praktica, e, ampliato a 42, usato dalle Contax S e poi diffuso inizialmente grazie a Pentax e quindi divenuto uno standard. Asahi Optical Co. utilizzava il nome Takumar per le lenti di sua produzione, declinato anche nelle varie successive varianti mantenendo però una parte di denominazione comune: Auto Takumar, con automatismo in chiusura del diaframma ma che richiedevano che il diaframma venisse riaperto a mano (caricando un meccanismo a molla) dopo lo scatto, poi Super Takumar, automatiche in chiusura e che si riaprivano automaticamente di nuovo a tutta apertura dopo lo scatto grazie ad una piccola molla di ritorno in ogni obiettivo.
Queste lenti, mediamente di buona qualità  (si pensi al Super Takumar poi SMC Takumar 17/4 fisheye, ai 24, 28 e 35 con apertura /3,5, al 55/1,8, al 55/2, al 105/2,8 o al 135/2,5 II serie) successivamente furono migliorate, soprattutto con l'aggiunta di trattamenti fra cui il primo antiriflesso a strati multipli, sviluppato già dagli anni 50 in collaborazione con Carl Zeiss, e all'origine studiato per ridurre i problemi di riflessi sulla superficie interna ed esterna dei piccoli oblò di osservazione della capsule spaziali del progetto Gemini della NASA, secondo passo intermedio prima del progetto Apollo. Questa innovativa tecnologia di antiriflesso fu chiamata Super Multi Coated, e le ottiche che la adottarono denominate Super-Multi-Coated Takumar poi abbreviato in SMC Takumar. Un trattamento multi-coating identico all'SMC venne utilizzato da Carl Zeiss per le ottiche Hasselblad della serie V più moderna, e identificato col marchio T* (t-star), poi adottato anche sulle ottiche Carl Zeiss per reflex 35 mm Contax con innesto a baionetta Yashica-Contax.
Le fotocamere della generazione Spotmatic consentivano di focheggiare alla massima apertura e questo rendeva il mirino ovviamente più luminoso di quello di una fotocamera a diaframma manuale; sul lato sinistro della piastra di supporto del bocchettone dell'obiettivo era montato l'interruttore per l'esposimetro, il quale una volta acceso forniva un'indicazione al margine destro del mirino mediante un aghetto che, centrato, indicava la corretta esposizione ed era accoppiato alla ghiera della sensibilità e ai tempi.
Non essendovi simulatore di diaframma, nelle Spotmatic sino alle F e alle versioni automatiche, l'accensione dell'esposimetro - che avveniva sollevando l'interruttore a slitta sul lato sinistro sotto il pentaprisma - azionava anche il piattello ribaltabile nel bocchettone che chiudeva il diaframma all'apertura impostata. Ciò scuriva l'immagine nel mirino in proporzione al diaframma scelto, rendendo in condizioni di bassa illuminazione inevitabilmente meno agevole vedere la posizione dell'aghetto di indicazione sul lato destro del mirino; in interni con ambienti a forte contrasto, se detto aghetto capitava proiettato su una parte dell'immagine in pena ombra la lettura poteva diventare realmente problematica. Se si decideva di impostare un tempo predefinito e di regolare l'esposizione agendo sul diaframma, aprendolo e chiudendolo l'immagine si rischiarava o rabbuiava in proporzione. Regolata l'esposizione, si poteva spegnere l'esposimetro riportando l'interruttore a slitta in basso, l'immagine riacquisiva la massima luminosità possibile (in rapporto a quella dell'ottica montata), e la messa a fuoco poteva essere ricontrollata a tutta apertura. Allo scatto, nell'istante del funzionamento dell'otturatore veniva chiuso automaticamente il diaframma che poi si riapriva immediatamente dopo lo scatto stesso. L'interruttore aveva a fondo corsa anche uno scatto di blocco, per lasciare la mano sinistra più libera durante la lettura; allo scatto, se no lo si era riabbassato manualmente,  un consenso meccanico lo liberava e riportata in basso automaticamente.
Successivamente vennero presentati sul mercato i modelli dotati di simulatore di diaframma, che permetteva all'esposimetro di essere edotto anche del diaframma scelto senza doverlo chiudere all'apertura effettiva di utilizzo all'accensione dell'esposimetro: i modelli Spotmatic F, manuale, Electro Spotmatic, ES, ed ESII automatici a priorità dei diaframmi e manuali (con limitazioni sulla gamma dei tempi) i quali erano dunque capaci di misurare a piena apertura. L'introduzione del simulatore di diaframma all'interno del bocchettone fu data per certa dagli esperti, con un certo anticipo essendo evidente che già dai primi Takumar col sistema antiriflesso multistrato era comparsa in essi la pinna interna di accoppiamento per il simulatore.

### Storia
Nel 1964 la Spotmatic dispose del sistema di esposizione TTL through-the-lens (TTL), affidato ad un esposimetro con cellula al CdS (una fotoresistenza al Solfuro di Cadmio). La macchina fu presentata come prototipo a Photokina nel 1960 e fu originariamente studiata per una misurazione di esposizione puntuale su una assai ristretta zona centrale del mirino. A breve prima della messa in produzione la Pentax decise che la misurazione puntuale sarebbe stata troppo complessa per l'utilizzo da parte di un fotoamatore non troppo tecnico. Per la produzione, il sistema venne modificato preferendo un sistema espositivo a doppia cellula con lettura media con lieve preferenza di sensibilità verso il centro e nella zona inferiore, detto a media ponderata.
Il cambiamento avvenne così a ridosso del lancio sul mercato che la casa non fece in tempo a cambiarle il nome il quale rimase appunto Spotmatic, che ebbe grande fortuna anche perché facile da memorizzare e in grado di evocare una tecnologia che facilitava l'utilizzo. La fotocamera ebbe un buon successo, diffondendosi nel settore del medio livello (occupato da prodotti quali le Nikkormat).
Successivamente, avvenne una riprogettazione dell'innesto delle Spotmatic, passando dalla vite alla baionetta per i modelli come KM, K1000 e KX, oltre alla Pentax MX che, condividendo lo stesso otturatore delle sorelle, aveva le tendine trascinate da due sottili stringhe invece che da strisce di tessuto, per riuscire ad abbassarne l'ingombro massimo di soli 6 mm.
La Spotmatic aveva un otturatore meccanico a tendine in seta gommata a scorrimento orizzontale, progettualmente ispirato a quello delle tedesche Leica M3, che spaziava da 1/1000" fino a 1" più la posa B (Bulb), con un tempo di sincronizzazione flash (X, per i flash elettronici già molto diffusi e sufficientemente miniaturizzati)  di 1/60", valore nella media per i tempi. Solo le assai più spartane Zenit, le Exacta Varex e poche altre avevano tempi di sincronizzazione più lenti, dell'ordine di 1/25"- 1/30". L'alimentazione dell'esposimetro avveniva con batterie al mercurio da 1,3V di tipo Mallory RM640. 

### Modelli e Varianti
La variante base del modello era la Spotomatic SP, dotata della slitta per flash con sincronizzazione però a cavetto sulla presa nella parte bassa sinistra del frontale. La Spotmatic II (SPII), con miglioramenti nella sensibilità massima impostabile (da ISO 1600 si arrivava a 3200) e del sistema di trascinamento della pellicola, ora più morbido e a corsa più corta, avvenne in concomitanza dell'arrivo sul mercato delle prime lenti Super-Multi-Coated (SMC). La slitta per il flash venne dotata di contatto centrale diretto per la sincronizzazione (divenendo perciò una hot-shoe), mantenendo le due prese sul frontale per la sincronizzazione X ed FP. Due modelli appena semplificati erano disponibili ad un costo moderatamente inferiore: la SP500 e SP1000, privi di slitta per il flash e di autoscatto. La SP500 aveva come indica il nome una velocità massima di scatto massima indicata di 1/500s, mentre la SP1000 1/1000s. Una curiosità è che la differenza fra SP500 e SP1000 si limitava alle diverse serigrafie sulla calotta superiore e sulla ghiera dei tempi: se sulla SP500 si provava ad impostare uno scatto successivo al tempo di 1/500", la ghiera dei tempi vi si posizionava normalmente, e l'otturatore eseguiva il fatidico "millesimo": per il fabbricante, era più economico eliminare una serigrafia che far inserire (con aumento dei costi di mano d'opera) durante la linea di montaggio un blocco meccanico specifico sull'otturatore, che infatti era del tutto identico. A fine assemblaggio, il montaggio di calotta e coperchio della ghiera dei tempi di uno o dell'altro modello, e le stampe sull'imballo erano le uniche differenze quindi i costi produttivi erano identici.
Esisteva inoltre all'inizio del periodo produttivo sul mercato anche la Pentax Spotmatic SL, identica in tutto e per tutto alla Spotmatic tranne per l'assenza di esposimetro interno. Per essa, volendo, era disponibile anche un esposimetro esterno accoppiabile alla ghiera dei tempi, già del tutto obsoleto per i tempi. La SL di fatto ebbe ben scarsa diffusione; la più prodotta fu probabilmente la SPII seguita dalla SPF e SP1000.
La Pentax Spotmatic IIa fu destinata esclusivamente al mercato degli Stati Uniti.
Nel 1971 la Electro-Spotmatic fu la prima macchina fotografica con automatismo dell'esposizione a priorità di apertura, questa macchina automatica fu venduta inizialmente solo in Giappone. Il suo successo fu così ampio che nel 1972 la casa nipponica decise di vendere questo modello in tutto il mondo. Nella versione internazionale del 1972 vennero migliorati alcuni problemi marginali riscontrati sui circuiti elettronici, e la denominazione da Electro Spotmatic divenne ES. Due anni dopo fu seguita dalla ES II, la quale poteva essere equipaggiata con accessori speciali, motore di avanzamento pellicola, dorso datario ecc. - per poter montare il winder, la ESII dovette però rinunciare all'autoscatto meccanico, nello spazio occupato dal quale venne a quel punto posizionato il vano portapile. La ESII era dotata anche di tendina metallica di chiusura del mirino, per evitare infiltrazioni di luce dal mirino stesso quando si utilizzava in automatismo la fotocamera su cavalletto; mentre i modelli da cui era derivata venivano forniti con un piccolo coperchietto in plastica nera per assolvere alla stessa funzione, che però ne tempo non era improbabile perdere.
Nel 1973 la Spotmatic F, ultima evoluzione con innesto a vite ed esposizione manuale, si aggiunse al catalogo, questa macchina - come le sorelle dotate di automatismo dei tempi con priorità dell'apertura - aveva la possibilità di misurare l'esposizione a tutta apertura, senza chiudere il diaframma. La SPF, evoluzione finale della linea, iniziava però ad essere commercialmente penalizzata dall'innesto a vite 42x1, che perdeva sempre più terreno rispetto ai più pratici e rapidi da utilizzare innesti a baionetta.
La SPF non aveva più interruttore di accensione manuale dell'esposimetro: una terza cellula, togliendo il tappo dell'obiettivo, provvedeva a inviare all'esposimetro un segnale per la sua accensione. Questa caratteristica, ed i limiti relativi, vennero ereditate pari pari dai successivi modelli - prodotto con un nuovo innesto a baionetta: Pentax K - KM, e K1000. Per tutte le altre fotocamere a baionetta, KX, K2, K2 DMD motorizzabile, MX, ME, ME Super, MV, MV1 etc venne invece scelta la soluzione più razionale adottata sulle Electro Spotmatic, ES ed ES II  - ossia l'accensione col primissimo tratto di corsa del pulsante di scatto.
La gamma di tutte le Spotmatic ebbe  successo a livello mondiale; alla fine degli anni '60 la Asahi Opt. Co. produceva, da sola, più fotocamere reflex di Canon e Nikon sommate. Fra gli aficionados delle piccole Spotmatic basti citare Richard Avedon  che realizzò molti dei più famosi servizi di moda con una SP II. Le vendite calarono progressivamente negli anni 70, portando l'azienda a cessarne la produzione nel 1975. 

## Branding
Al pari degli altri prodotti della Asahi Pentax di quel periodo, anche le Spotmatic destinate al mercato europeo (fra cui l'Italia) venivano venduta con il marchio Asahi Pentax (dal fabbricante Asahi Opt. Co.) apposto sul prisma. Asahi, era sostituito dal marchio Honeywell, brand importatore per gli Stati Uniti delle Pentax, per le camere vendute sul mercato USA (che quindi erano marchiate Honeywell Pentax).